# Schöner aus Boskoop

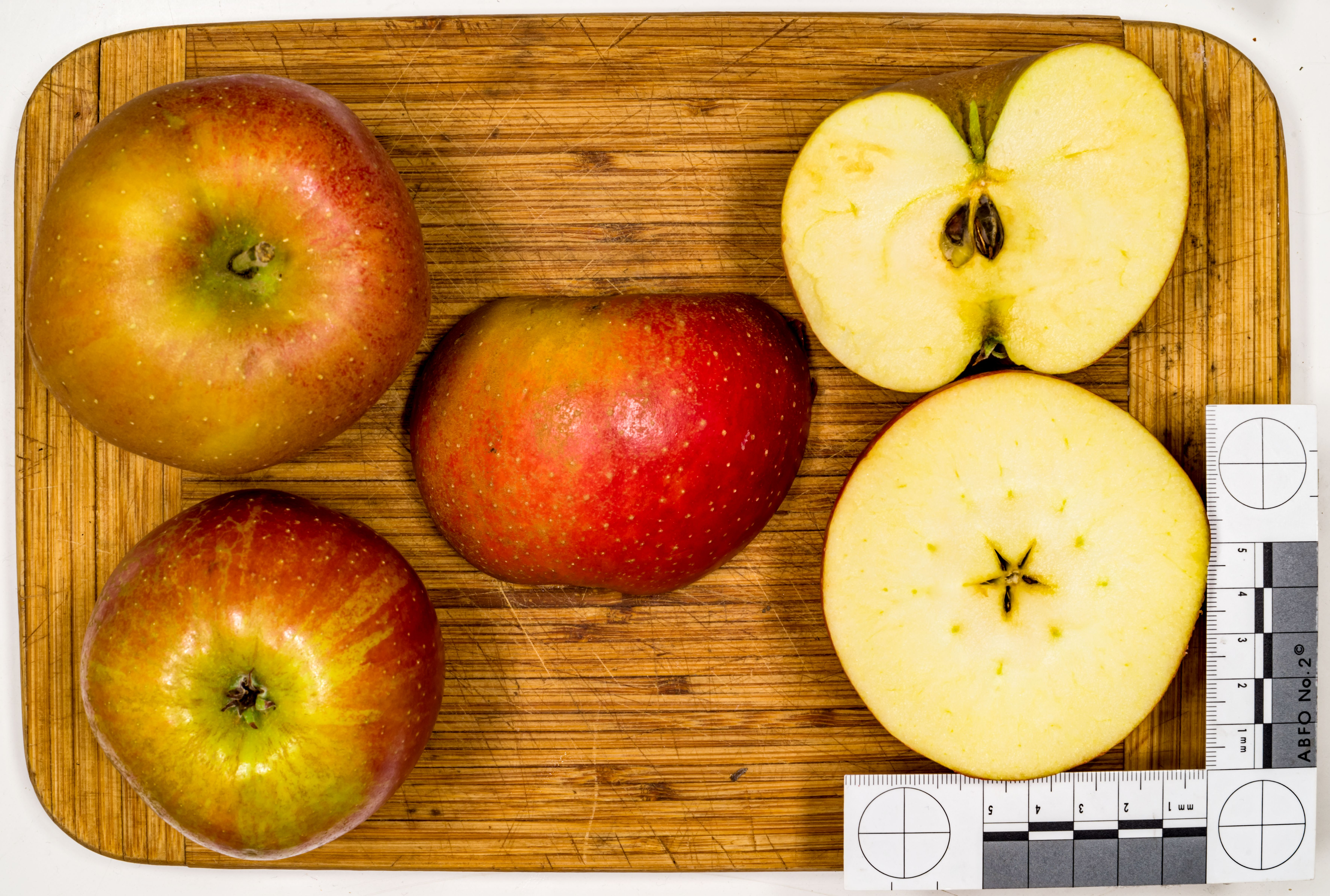
Ansichten der Frucht

Der Schöne aus Boskoop, im Deutschen zumeist kurz Boskop, ist eine zu den Renetten zählende Sorte des Kulturapfels und den Winteräpfeln zuzurechnen. Sein ursprünglicher Name war Renette von Montfort. In Österreich und Bayern wird er zu den Lederäpfeln gezählt.

## Beschreibung
Die großen Äpfel, die häufig über 200 g wiegen, reifen Ende September bis Mitte Oktober und sind bis März haltbar. Sie haben einen säuerlichen Geschmack, der hohe Säureanteil überdeckt den hohen Zuckergehalt.
Der Baum hat eine sehr starkwüchsige, weit ausladende Krone. Er bevorzugt einen Standort auf schwerem, feuchtem und kalkhaltigem Boden und ist dann langlebig. Die Sorte hat sich als sehr robust gegen Feuerbrand erwiesen.
- Fruchtgewicht 129–232 g
- spezifisches Fruchtgewicht 0,81–0,84 g/cm³
- Zuckergehalt 12,5–15,1 %
- Säuregehalt 8,6–12,2 g/l
- Sorbitol 0,35 %
- Vitamin C 20–30 mg/100 g

## Anbau
Die Sorte ist anfällig für Kernhausfäule und Fleischbräune, aber nur sehr schwach anfällig für Schorf.
Da der Boskoop eine triploide Sorte ist, ist er nicht zur Befruchtung für andere Apfelbäume geeignet. Hingegen kann Boskoop von einer Reihe anderer Sorten befruchtet werden und befruchtet sich nicht selbst.

## Herkunft
Der Schöne aus Boskoop ist 1856 als Zufallssämling von dem Pomologen Kornelis Johannes Wilhelm Ottolander als fruchtender Trieb eines Wildlings in Boskoop, Niederlande, entdeckt worden. Er ist seit 1863 eine weit verbreitete Standardsorte.
1923 wurde im Rheinland von dem Obstbaumzüchter Otto Schmitz-Hübsch eine Knospenmutation entdeckt, die seitdem als Roter Boskoop bekannt ist. Außer der Farbe hat dieser die gleichen Eigenschaften wie die Ausgangsform.

## Verwendung
Der Apfel kann vielseitig eingesetzt werden. Aufgrund des hohen Säuregehaltes ist der Boskoop für die Zubereitung von Apfelmus oder Apfelpfannkuchen sowie als Back- oder Bratapfel gut geeignet; für Liebhaber säurebetonter Äpfel ist er ein ausgezeichnetes Tafelobst. Des Weiteren wird der Boskoop für die Herstellung von Säften, Apfelwein und Obstbränden verwendet.
Für einige Apfelallergiker ist diese alte Apfelsorte aufgrund des niedrigen Allergengehalts genießbar.

## Bilder

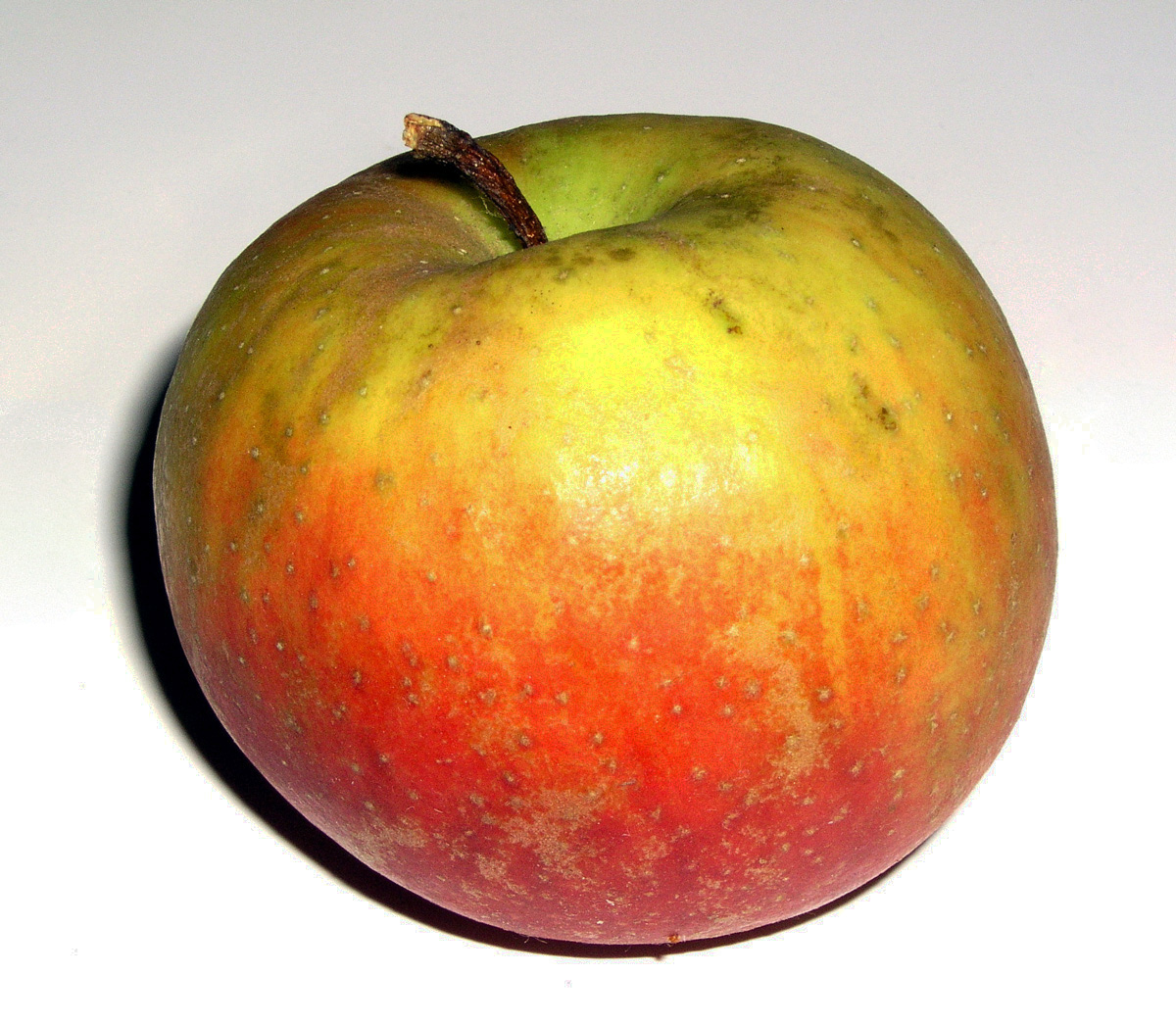
Frucht des Boskoop
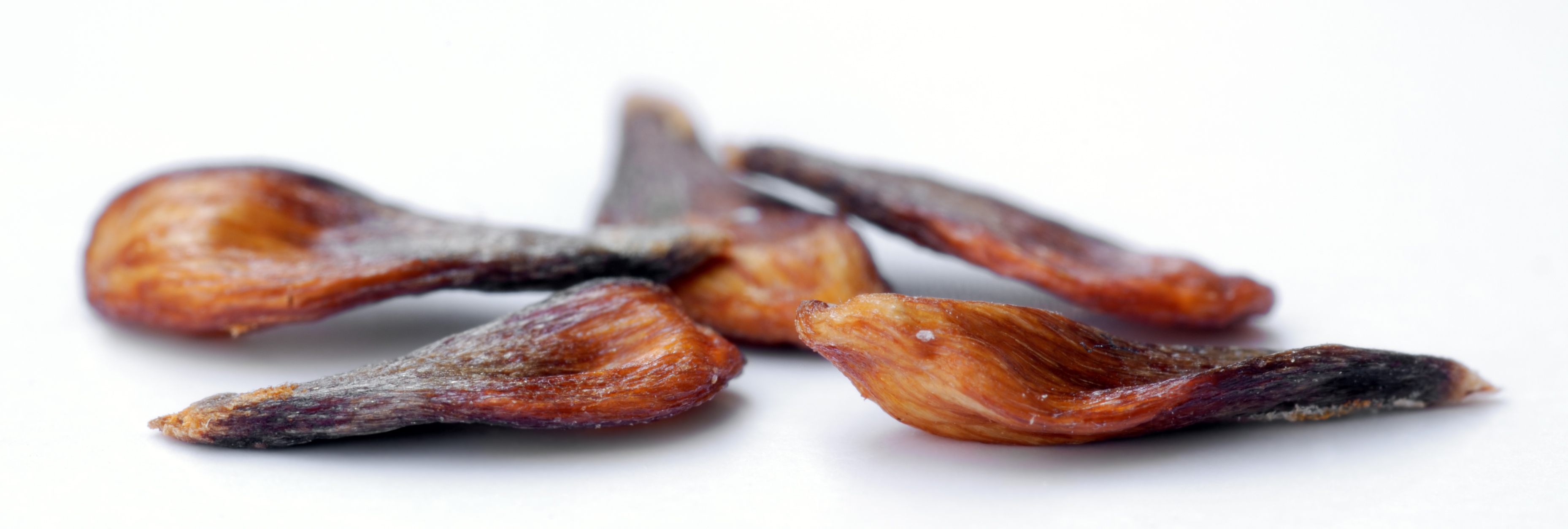
Kerne des Boskoop
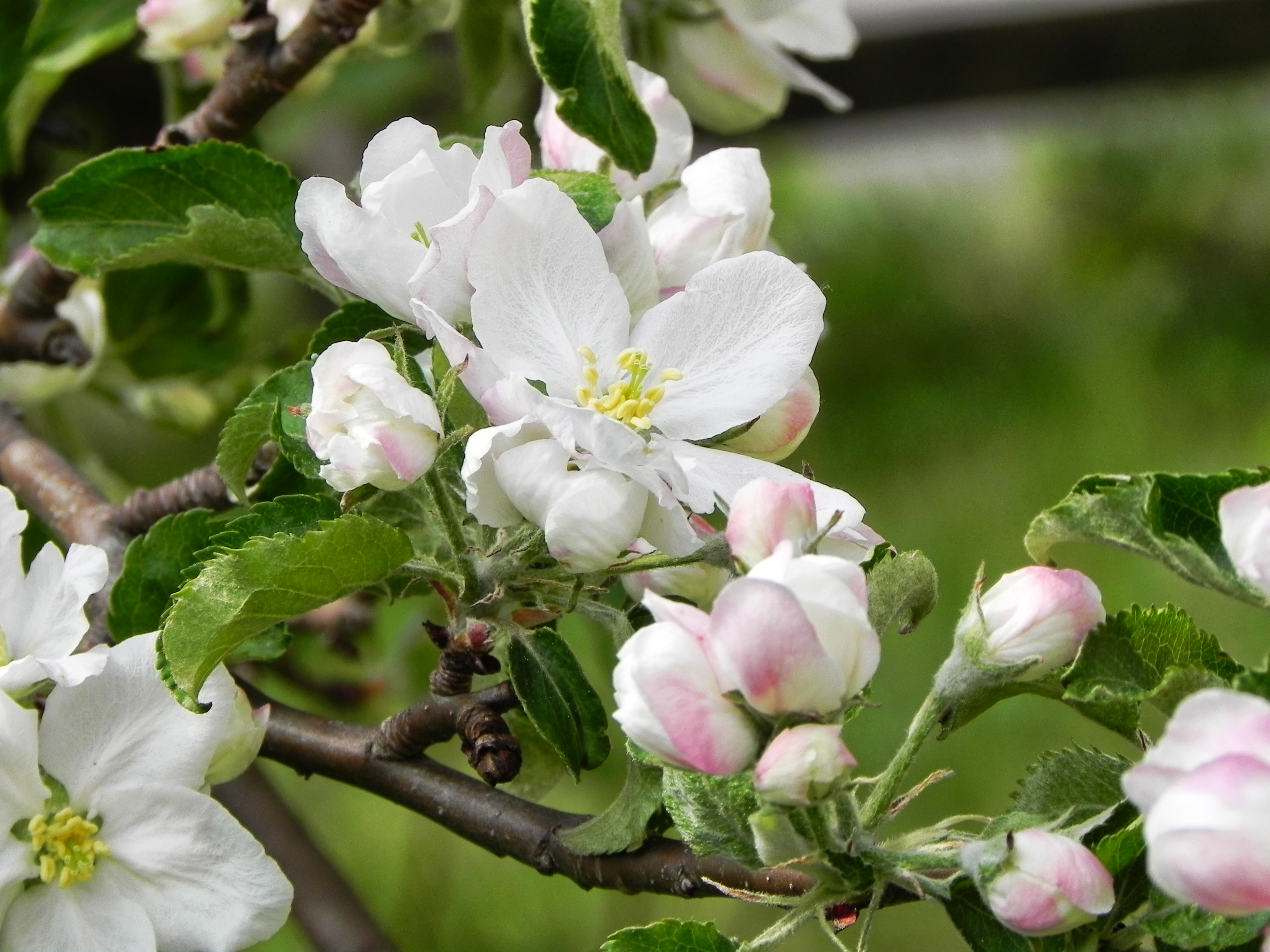
Blüte des Boskoop
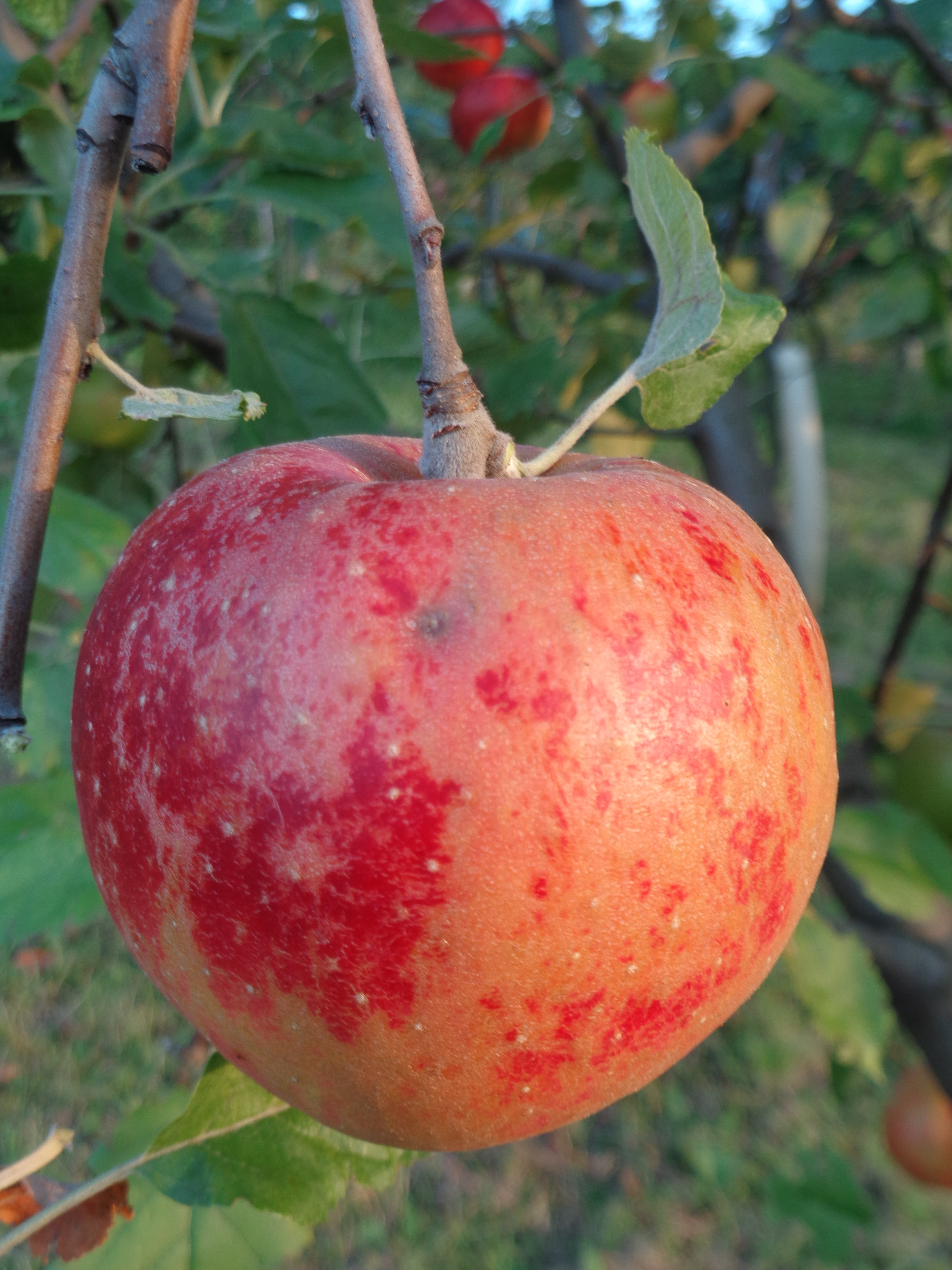
Roter Boskoop am Baum

## Chemische Analysen
|               | pro 100 g        |
| ------------- | ---------------- |
| Brennwert     | 55 kcal (230 kJ) |
| Eiweiß        | 0,3 g            |
| Kohlenhydrate | 11 g             |
| davon Zucker  | 11 g             |
| Fett          | 0,6 g            |
| Broteinheiten | 0,9              |
| Polyphenole   | 75,4 mg          |